# Elektrificatie

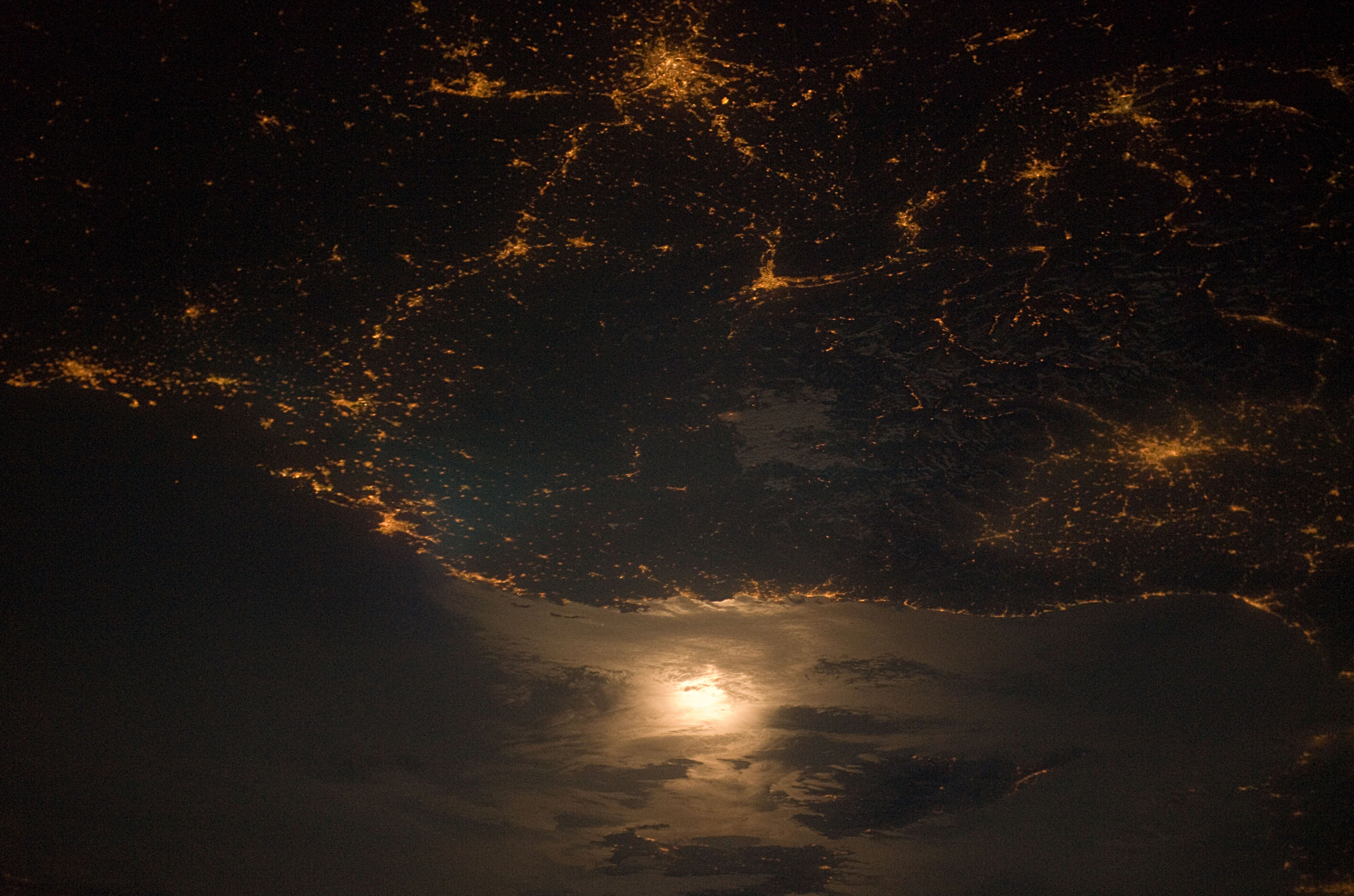
Turijn, Lyon en Marseille 's nachts vanuit de ruimte bij maanlicht.
De elektrificatie had grote veranderingen tot gevolg voor transport, massaproductie, huishoudens en communicatie.

Elektrificatie is de uitbouw van elektriciteitsopwekking en -distributie. In de westerse wereld vond dit plaats tijdens de derde fase van de industriële revolutie en het speelde zich vooral af tussen 1880 en 1930. In de ontwikkelingslanden is deze ontwikkeling nog bezig. Door de NAE wordt het beschouwd als de grootste technische prestatie van de twintigste eeuw. Het werd mogelijk gemaakt door de goedkope energie die gedurende de industriële revolutie ter beschikking kwam.
De elektrificatie kon op gang komen door de uitvinding van de eerste praktische generator en elektromotor. Het waren aanvankelijk nutsbedrijven in privéhanden die het elektriciteitsnet uitbouwden nadat in 1882 de eerste elektriciteitscentrale gebouwd was op initiatief van Thomas Edison. Die kon daarmee zijn recent uitgevonden gloeilamp te gelde maken. Vanwege de hoge kosten van het distributienetwerk, maakten veel bedrijven aanvankelijk echter gebruik van eigen generatoren. Uiteindelijk werd het echter door de schaalvoordelen aantrekkelijker om over te stappen op het net. Ondertussen woedde hier de oorlog van de stromen, de strijd tussen de gelijkspanning van Edison en de wisselspanning van George Westinghouse.
Voor de industrie maakte de elektrificatie een enorme sprong in productie mogelijk. De elektrificatie van het transport begon daarna ook op gang te komen, zowel in de stad met trams en metro's als daarbuiten met treinen. Tussen beide wereldoorlogen kwam de elektrificatie van het huishouden op gang toen huishoudelijke apparatuur klein genoeg gemaakt kon worden.
Overheden zagen het strategische belang van het elektrische netwerk en gingen in veel landen over tot nationalisering. Tegenwoordig is er een omgekeerde trend gaande en worden veel bedrijven geprivatiseerd.
Elektrificatie heeft ook de informatietechnologie mogelijk gemaakt, waarmee niet alleen de kosten voor communicatie tot soms vrijwel niets werden teruggebracht. Ook de snelheid waarmee informatie, maar ook kapitaal verstuurd kon worden, steeg tot ongekende hoogte.
De elektrificatie heeft volgens cultuurhistoricus Alistair Laing een verkleining van de sociale verschillen gebracht doordat verlichting voor vrijwel iedereen nu vanzelfsprekend werd.